# Parque nacional natural Tinigua
El Parque Nacional Natural Tinigua es uno de los 56 Parques Nacionales Naturales de Colombia (agosto de 2010) ubicado entre la serranía de la Macarena y estribaciones de la cordillera Oriental, en el departamento del Meta.

## Ubicación
Se ubica en inmediaciones a la serranía de la Macarena y el piedemonte de la Cordillera Oriental, en el departamento del Meta, Colombia. El territorio ocupa la jurisdicción de los municipios de La Uribe y  La Macarena (Meta), entre los ríos Duda y Guayabero.

## Descripción
El parque tiene variedad de ecosistemas que oscila entre el bosque andino bajo y la planicie amazónica. 

### Hidrografía
Los ríos que recorren o hacen límite con el área protegida son: río Duda, río Guayabero y el río Guaduas. Existen además el Raudal Angostura I, el Caño Perdido y la quebrada Lagartija.

### Topografía
La topografía es de tipo ondulado con alturas que oscilan entre los 200 y 500 m s. n. m. Se caracteriza por poseer bosques altos, con doseles de 30 y 40 m.

### Fauna
En el parque habitan varias especies de mamíferos como el jaguar (Panthera onca), la nutria (Lontra longicaudis), el león de montaña (Puma concolor),  venados sabaneros,y venados soches. Ocho especies de primates como el mono churuco (Lagothrix lagotricha), el mono araña (Ateles belzebuth),el mono ardilla (Saimiri sciureus) también se encuentran: el perezoso de tres dedos (Bradypus variegatus), la danta (Tapirus terrestris), el saíno (Tayassu tajacu). Aves como el ave paujil (Crax alector, Mitu salvini, Crax tomentosa), las guacamayas roja (Ara macao), verde  (Ara militaris) y amarilla (Ara ararauna) entre otras.

### Flora
La vegetación del Parque corresponde a bosque maduro, bosque de dosel abierto, bosque inundable, y bosque secundario. Entre las especies sobresalientes están el cedro macho, el laurel y el cedro cebollo o cedro amargo.

### Sitios destacados
Entre los parajes sobresale Caño Cristales y los raudales I y II del río Guayabero con sus petroglifos y pictografías. 

## Problemas medioambientales
Deforestación para cultivos ilícitos y ganadería.